# Романович, Тадеуш
Таде́уш Романо́вич (пол. Tadeusz Romanowicz, 25 октября 1843, Львов — 29 мая 1904, Львов) — польский публицист и экономист, самый видный деятель польской прессы в Австрии.

## Биография
Командир вооруженного отряда во время польского восстания 1863 года.
С 1861 года принимал участие в подпольной деятельности и в патриотических демонстрациях. В апреле 1863 г. Галиция присоединилась к восстанию.
19 мая 1863 года он принимал участие в битве под pl:Tuczapy. За мужество получил офицерское звание. После подавления восстания бежал в Галицию, где 19 декабря 1863 года был арестован австрийцами и на 2 года заключён в Оломоуце, освобождён по отбытии наказания 20 декабря 1865 года.
Руководил работой львовского городского статистического бюро и издавал ежегодно (с 1874 г.) «Статистические ведомости о городе Львове» ( пол. «Wiadomości statystyczne о mieście Lwowie» ). Был редактором журнала "Новые реформы".
Являлся членом Сейма (парламента) Галиции.
Умер во Львове в мае 1904 года, похоронен на Лычаковском кладбище. Его именем была названа улица в центре Львова и Кракова.

## Отдельно напечатал
- «Banki rolnicze powiatowe» (Львов, 1869),
- «Sprawa polska i sprawa wschodnia» (1876),
- «Srodki podniesienia przemvs ł u w naszym kraju» (1873),
- «O stowarzyszczeniach» (1867) и др.

## Источник
- Романович, Тадеуш // Энциклопедический словарь Брокгауза и Ефрона : в 86 т. (82 т. и 4 доп.). — СПб., 1890—1907.